# A Community of Witches
A Community of Witches: Contemporary Neo-Paganism and Witchcraft in the United States es un estudio sociológico de la comunidad wiccana y más ampliamente neopagana en el noreste de Estados Unidos. 
Fue escrito por la socióloga estadounidense Helen A. Berger, de la West Chester University de Pensilvania y  publicado por primera vez en 1999 por la Editorial de la Universidad de Carolina del Sur. Fue presentado como una parte de la serie de libros académicos titulada «Estudios en religión comparada», editada por Frederick M. Denny, un especialista en estudios religiosos de la Universidad de Chicago.
Berger se interesó por estudiar el movimiento wiccano y pagano en 1986, cuando presentó una conferencia sobre el tema en la Biblioteca Pública de Boston. Posteriormente, conoció a miembros de la comunidad pagana de Nueva Inglaterra, emprendió el trabajo de campo en la comunidad wiccana local, el Círculo de la Luz, así como en una organización pagana más amplia, la Comunidad EarthSpirit (ESC). En total, Berger pasó once años de trabajo de campo entre la comunidad neopagana. Junto con el fundador de la ESC Andras Corban Arthen, Berger también emprendió una especie de «censo pagano» de Estados Unidos a mediados de los años 1990 para obtener más información sobre la comunidad pagana del país.
Escrito sobre la base de entrevistas con más de cien practicantes wiccanos y paganos, estudia la literatura preexistente sobre el tema y una encuesta nacional de la comunidad pagana en Estados Unidos. En su trabajo, Berger interpreta la Wicca como una religión de la modernidad tardía, como opuesta a la posmodernidad, y la examina usando las teorías de los sociólogos Anthony Giddens y James A. Beckford. Los temas tratados incluyen concepciones paganas del yo, el papel de los aquelarres y la comunidad pagana más amplia, el lugar de los niños en el movimiento y la creciente rutinización de la Wicca a través de la fundación de iglesias y clero organizado.
Las reseñas académicas fueron, en su mayoría, positivas, pero varias plantearon preocupación por el uso incorrecto de la terminología por parte de Berger. Así, se señaló la importancia del estudio en el desarrollo de los estudios paganos como una disciplina académica y en ayudar a profundizar la investigación sociológica sobre los nuevos movimientos religiosos en los Estados Unidos. En los años siguientes a la publicación del estudio, Berger continuó investigando a la comunidad pagana y centró su interés en la popularidad de la Wicca entre los adolescentes.
Revisores señaló la importancia del estudio en el desarrollo de estudios Pagan como una disciplina académica y ayudar a promover la investigación sociológica más amplia en los nuevos movimientos religiosos en los Estados Unidos. En los años siguientes a la publicación del estudio, Berger continuó la investigación de la comunidad pagana, centrando su interés en la popularidad de la Wicca entre los adolescentes.

## Antecedentes

### Paganismo y Wicca en Estados Unidos
El paganismo contemporáneo, también llamado neopaganismo, es un denominación general empleado para identificar una amplia variedad de movimientos religiosos modernos, en particular aquellos influenciados por o que dicen ser derivados de varias creencias paganas de la Europa premoderna. La religión de brujería pagana, o Wicca, fue desarrollada en Inglaterra durante la primera mitad del siglo XX y es una de las varias religiones paganas. La figura a la vanguardia del desarrollo temprano de la Wicca fue el ocultista inglés Gerald Gardner (1884-1964), autor de Brujería hoy (1954) y El significado de la brujería (1959), y fundador de una tradición conocida como Wicca gardneriana. El gardnerianismo giraba en torno a la veneración tanto del dios Astado, como de una diosa madre, la celebración de ocho festivales basadas en las estaciones en una Rueda del Año y la práctica de rituales mágicos en grupos conocidos como aquelarres. Posteriormente, la Wicca gardneriana fue llevada a Estados Unidos a inicios de los años 1960 por un iniciado inglés, Raymond Buckland (1934–), y su entonces esposa Rosemary, quienes fundaron un aquelarre en Long Island.
En Estados Unidos se desarrollaron nuevas variantes de Wicca, incluyendo la Wicca feminista, una tradición fundada en los años 1970, que fue influenciada por la segunda ola del feminismo, enfatizó los aquelarres solo de mujeres y rechazó la veneración del dios Astado. Una iniciada tanto de la tradición diánica como de la gardneriana se hizo conocida como Starhawk (1951–), quien fundó su propia tradición: la Reclaiming Wicca y publicó The Spiral Dance (1979), un libro que ayudó a difundir la Wicca a lo largo de Estados Unidos.

### Trabajo de campo académico sobre el paganismo
Antes del trabajo de Berger, varios investigadores estadounidenses en el campo de los estudios paganos habían publicado por separado estudios sobre la comunidad pagana en Estados Unidos y en el Reino Unido. El primero de ellos fue escrito por la sacerdotisa wicanna, periodistas y activista política Margot Adler en su Drawing Down the Moon: Witches, Druids, Goddess-Worshippers, and Other Pagans in America Today, que fue publicado por Viking Press en 1979.
Un segundo estudio fue producido por la antropóloga Tanya M. Luhrmann en su Persuasions of the Witches' Craft: Ritual Magic in Contemporary England (1989), en donde se centró tanto en el aquelarre wiccano como un varias órdenes mágicas ceremoniales que estaban entonces operando en Londres. Fue seguido por Never Again the Burning Times: Paganism Revisited (1995) por la socióloga Loretta Orion, que se enfocó en las comunidades paganas de la costa este y el Medio Oeste de Estados Unidos.

## Sinopsis
El libro empieza con un prefacio, en el cual Berger explica cómo empezó a estudiar a la comunidad wiccana y pagana de Nueva Inglaterra. Berger inicia la parte principal de su libro con una descripción de una sanación a la que asistió. Luego, procede por introducir tanto la religión wiccana como su aproximación teórica. Allí, Berger explica tanto el enfoque del sociólogo británico James A. Beckford para las religiones de la modernidad tardía, como los enfoques teóricos al modernismo de Anthony Giddens.
En el segundo capítulo, titulado «The Magical Self», Berger examina las formas en que los wiccanos en Estados Unidos se entienden a sí mismo. Para ello, emplea ideas sociológicas sobre la identidad de sí mismo y las utiliza en su análisis de los rituales wiccanos que tratan con la transformación del sí mismo. Luego, prosigue en la observación de conceptos de género en la comunidad wiccano, tanto para hombres y mujeres como para homosexuales. El tercer capítulo, titulado «El aquelarre: amor perfecto, confianza perfecta», proporciona una explicación del sistema de aquelarres al interior de la Wicca y las formas en las cuales las amistades son construidas y colapsan entre miembros de un aquelarre, así como la extensión en que los aquelarres imitan estructuras familiares.
El capítulo cuarto, «Un círculo al interior de un círculo: la comunidad neopagana», observa la comunidad más allá de la estructura del aquelarre y la interpreta por medios de ideas teóricas sobre comunidad en la modernidad tardía. Berger se detiene en las ideas de la memoria comunitaria y la construcción de las comunidades entre los paganos estadounidenses, antes examinar la manera en que algunos paganos se involucran en políticas emancipatorias. El quinto capítulo, titulado «La siguiente generación», está dedicado a ubicar a los niños al interior de la comunidad pagana y trata con ideas de ritos de paso, actitudes hacia la sexualidad de los niños y la extensión en que los niños están involucrados en los rituales.
El sexto capítulo, «La rutinización de la creatividad», se concentra en la relación entre la Wicca y la rutinización y examina cómo los ethos antiautoritarios de la religión han sido en parte erosionados por medio de la creación de organizaciones paganas como la Comunidad y el Circle Sanctuary, que han comprado tierra y llevado al desarrollo de un clero pagado. Finalmente, Berger concluye el libro con un resumen de su estudio y reflexiona sobre el posible futuro de la Wicca en Estados Unidos.

## Argumentos

### Wicca como religión de la modernidad tardía

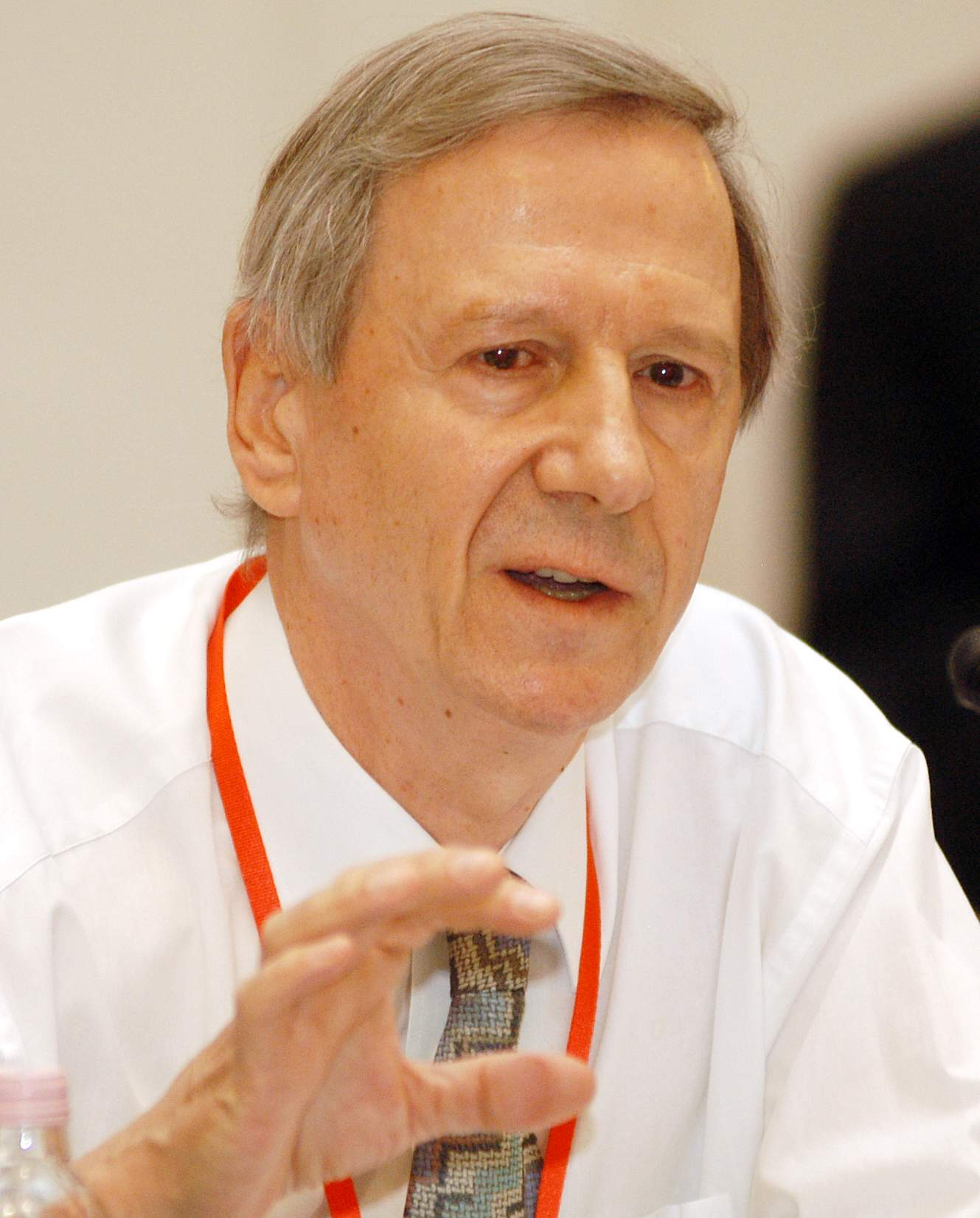
La teoría de la estructuración del sociólogo británico Anthony Giddens fue una influencia significativa en el estudio de Berger.

Mientras la socióloga Loretta Orion había creído que el paganismo contemporáneo era un movimiento posmoderno, en A Community of Witches, Berger argumenta contra este supuesto; en su lugar, considera que la Wicca es una religión de la modernidad tardía. En apoyo de esta posición, Berger apela al trabajo del sociólogo británico de la religión, James A. Beckford (1942–), quien en su libro Religion and Advanced Industrial Society (1989) había sostenido que muchos nuevos movimientos religiosos reflejaban las características de la modernidad tardía al desafiar definiciones tradicionales de religión y compartir una cosmovisión holística y enfatizar el desarrollo y transformación del sí mismo. Berger afirma que mientras «la Wicca no es específicamente mencionada por Beckford, se ajusta al modelo de religiones de la Nueva era que él analiza». Si bien acepta que elementos del posmodernismo pueden ser encontrados al interior de la Wicca, Berger sostiene que la religión no «significa un quiebre epistemológico con el pensamiento ilustrado» y que, como tal, correspondía intrínsecamente en su estructura al modernismo tardío. Así, señala, el «énfasis en el globalismo, la creencia en la transformación personal y social y el uso de racionalidad no instrumental ubica firmemente a la Wicca al interior de la tradición de la Ilustración».

### Libros y artículos académicos
- Beckford, James (1989). Religion and Advanced Industrial Society (en inglés). Londres: Routledge. ISBN 0043012280.
- Berger, Helen, A. (1999). A Community of Witches: Contemporary Neo-Paganism and Witchcraft in the United States (en inglés). Columbia, South Carolina: University of South Carolina Press. ISBN 9781570032462.
- Berger, Helen A.; Leach, Evan A.; Shaffer, Leigh S. (2003). Voices from the Pagan Census: A National Survey of Witches and Neo-Pagans in the United States (en inglés). Columbia, South Carolina: University of South Carolina Press. ISBN 9781570034886.
- Berger, Helen, A. (ed.) (2005). Witchcraft and Magic in the New World: North America in the Twentieth Century (en inglés). Philadelphia: University of Pennsylvania Press. ISBN 9780812238778.
- Berger, Helen A.; Ezzy, Douglas (2007). Teenage Witches: Magical Youth and the Search for the Self (en inglés). New Brunswick, New Jersey y Londres: Rutgers International Press. ISBN 0813540216.
- Carpenter, Dennis D. (1996). «Emergent Nature Spirituality: An Examination of the Major Spiritual Contours of the Contemporary Pagan Worldview».  En Lewis, James R., ed. Magical Religion and Modern Witchcraft (Albany: State University of New York Press): 35-72. ISBN 978-0791428900.
- Clifton, Chas S. (2006). Her Hidden Children: The Rise of Wicca and Paganism in America (en inglés). Oxford and Lanham: AltaMira. ISBN 9780759102026.
- Finley, Nancy J. (1991). «Political Activism and Feminist Spirituality». Sociological Analysis (en inglés) (Tirana, Albania: European University of Tirana). 52 (4): 349-362.
- Giddens, Anthony (1984). The Constitution of Society: Outline of the Theory of Structuration (en inglés). Berkeley: University of California Press. ISBN 9780745600062.
- Hutton, Ronald (1999). The Triumph of the Moon: A History of Modern Pagan Witchcraft (en inglés). Nueva York: Oxford University Press. ISBN 9780198207443.
- Greenwood, Susan (2000). Magic, Witchcraft and the Otherworld: An Anthropology (en inglés). Berg Publishers. ISBN 9781859734506.
- Lewis, James R. (2004). The Oxford Handbook of New Religious Movements (en inglés). Londres y Nueva York: Oxford University Press. ISBN 0195149866.
- Luhrmann, Tanya M. (1989). Persuasions of the Witch's Craft: Ritual Magic in England (en inglés). Cambridge, MA.: Harvard University Press. ISBN 9780674663244.
- Magliocco, Sabina (2004). Witching Culture: Folklore and Neo-paganism in America (en inglés). Philadelphia: University of Pennsylvania Press. ISBN 9780812238037.
- Neitz, Mary-Jo. (1991). «In Goddess We Trust». Thomas Robbins and Dick Anthony (eds.). In Gods We Trust (en inglés) (New Brunswick, New Jersey: Transaction Press): 353-372.
- Orion, Loretta (1995). Never Again the Burning Times: Paganism Revisited (en inglés). Long Grove, Illinois: Waveland Press. ISBN 9780881338355.
- Salomonsen, Jone (2002). Enchanted Feminism: The Reclaiming Witches of San Francisco (en inglés). Londres: Routledge. ISBN 9780415223935.

### Reseñas académicas
- Foltz, Tanice G. (2000). «Review of A Community of Witches». Contemporary Sociology (en inglés) (American Sociological Association). 29 (6): 840-842.
- Glazier, Stephen D. (1999). «Review of A Community of Witches». Review of Religious Research (en inglés) (Religious Research Association, Inc.). 40 (4): 379-380.
- Kostarelos, Frances (1999). «Review of A Community of Witches». Sociology of Religion (en inglés) (Nueva York: Oxford University Press). 60 (4): 458-459.
- Von Schnurbein, Stefanie (2000). «Review of A Community of Witches». The Journal of Religion (en inglés) (Chicago: The University of Chicago Press). 80 (3): 550-552.
- Neitz, Mary Jo (2000). «Review of A Community of Witches». Journal for the Scientific Study of Religion (en inglés) (Blackwell). 39 (2): 250.